# مارك إس. كوهن
مارك إس. كوهن (بالإنجليزية: Mark S. Cohen)‏ هو عالم أعصاب وباحث أمريكي، ولد في 1956 في سانت بول في الولايات المتحدة.